# Фехгельм, Карл Фридрих
Карл Фридрих Фехгельм (нем. Carl Friedrich Fechhelm; 1723, Дрезден — 25 ноября 1785, Берлин) — немецкий художник.

## Биография
Родился в 1723 году в Дрездене. Был старшим из четверых братьев-художников Фехгельмов (среди его младших братьев был Карл Трауготт Фехгельм (1748–1819)).
Учился живописи у Адама Фридриха Эзера в Дрездене, Франца Мюллера в Праге и Джузеппе Галли да Бибиены в Вене. В 1754 году вместе с Бибиеной переехал из Вены в Берлин. 
В Берлине в 1756 году получил должность театрального художника Придворного оперного театра. Также работал, как художник-декоратор, занимавшийся росписями театра и дворцов в Потсдаме, Шарлоттенбурге и Рейнсберге, а также некоторых частных особняков (например, Эрмелерхауса в Берлине). 
В 1764 году стал стал академиком Прусской академии художеств. Имел учеников, и, в частности, обучил основам живописи всех троих своих младших братьев.
Хотя при жизни Фехгельм был наиболее известен, как театральный художник и художник-декоратор, сегодня он также ценится, как автор городских видов Берлина. 
Скончался Фехгельм в Берлине в 1785 году. 

## Галерея

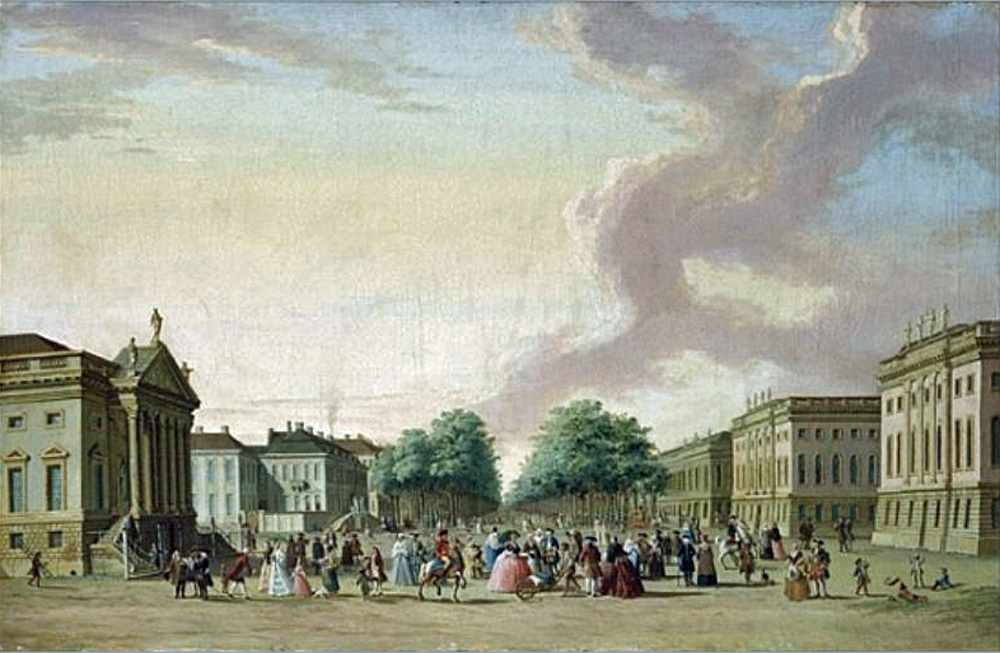
Вид улицы Унтер-ден-Линден
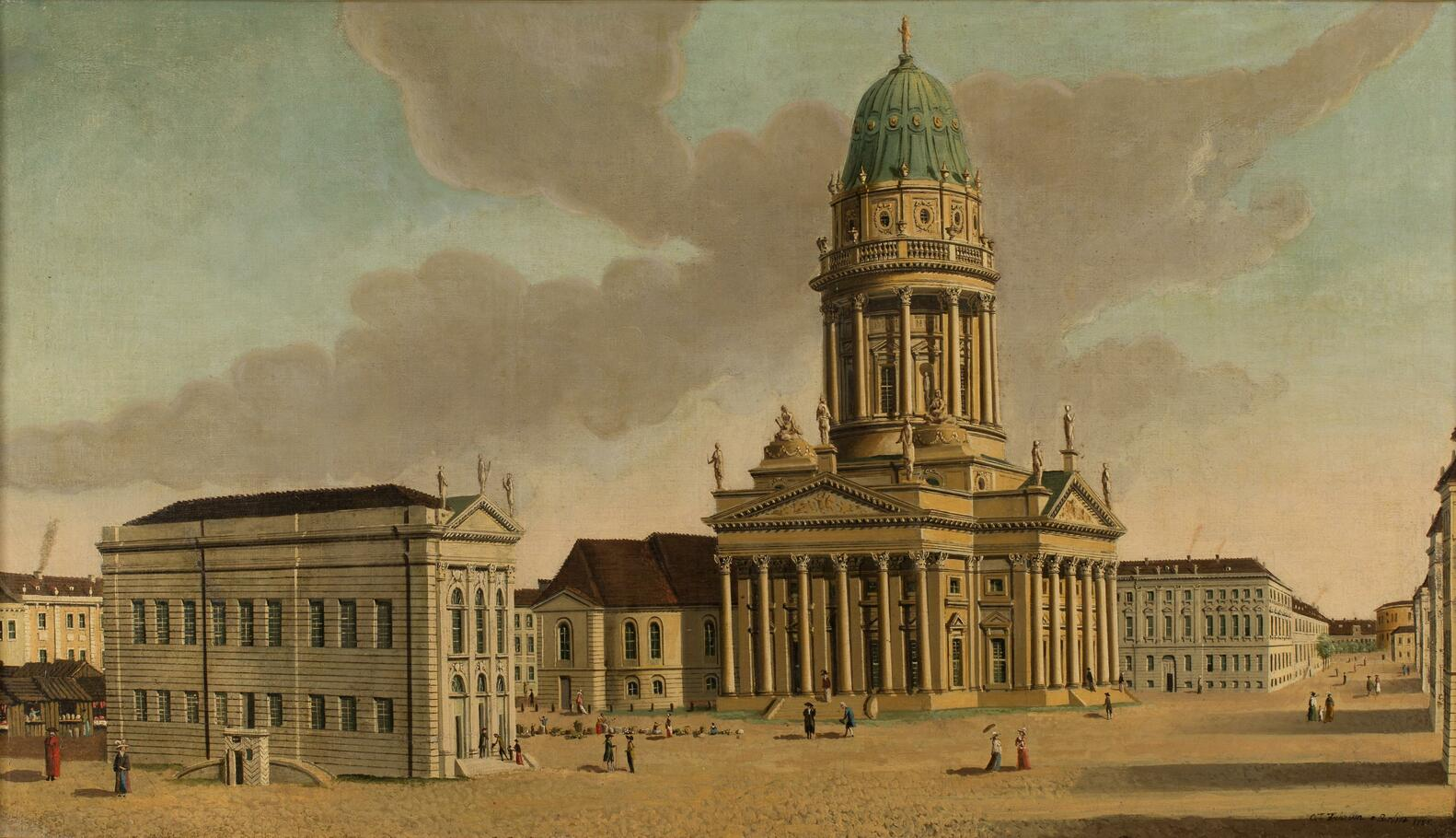
Вид площади Жандарменмаркт
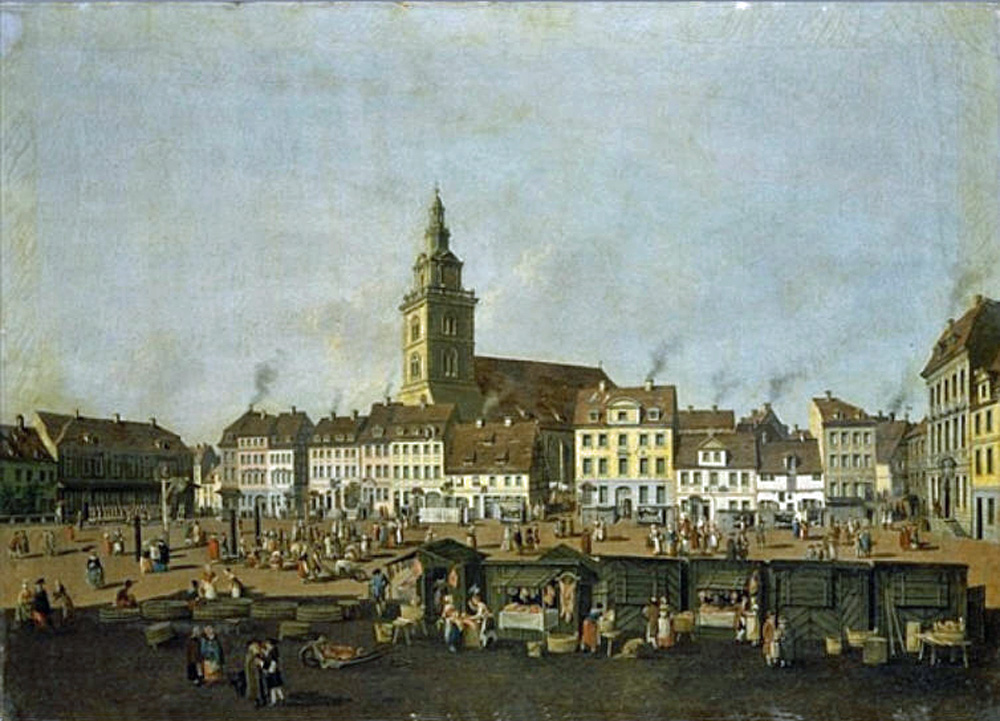
Вид на церковь Святой Марии (Берлин)
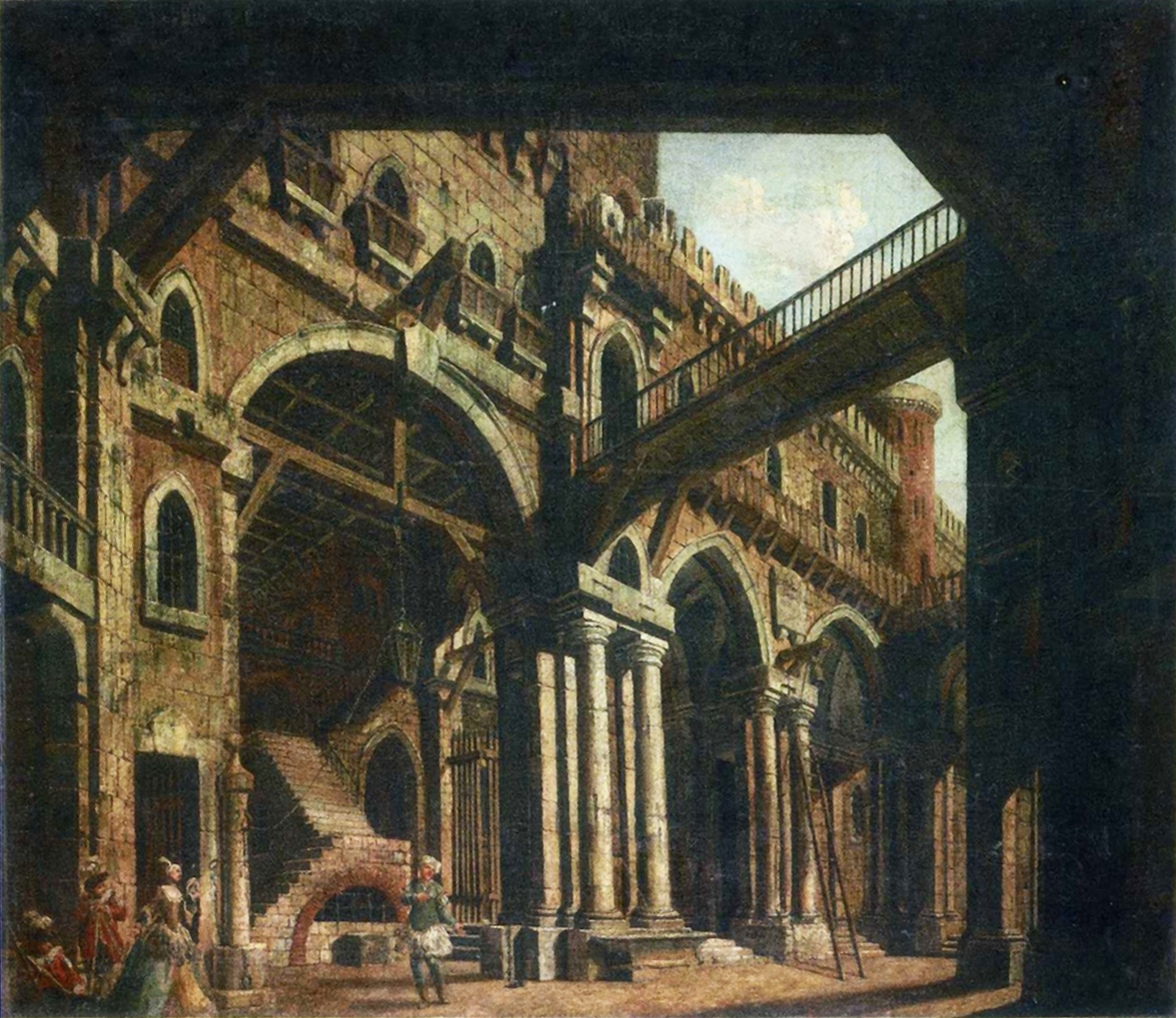
Декорация к опере «Монтесума»